# Hypsibarbus
Hypsibarbus Rainboth, 1996 è un genere di pesci ossei d'acqua dolce appartenenti alla famiglia Cyprinidae.

## Distribuzione e habitat
Provengono dall'est dell'Asia; diverse specie sono diffuse nel Mekong.

## Descrizione
Il corpo è compresso lateralmente. La specie di dimensioni maggiori è Hypsibarbus malcolmi che raggiunge i 50 cm. Il margine delle scaglie è scuro.

## Tassonomia
Comprende 10 specie:
- Hypsibarbus annamensis (Pellegrin & Chevey, 1936)
- Hypsibarbus lagleri Rainboth, 1996
- Hypsibarbus macrosquamatus (Mai, 1978)
- Hypsibarbus malcolmi (Smith, 1945)
- Hypsibarbus myitkyinae (Prashad & Mukerji, 1929)
- Hypsibarbus pierrei (Sauvage, 1880)
- Hypsibarbus salweenensis Rainboth, 1996
- Hypsibarbus suvattii Rainboth, 1996
- Hypsibarbus vernayi (Norman, 1925)
- Hypsibarbus wetmorei (Smith, 1931)